# Max und Moritz (Gewürzstreuer)

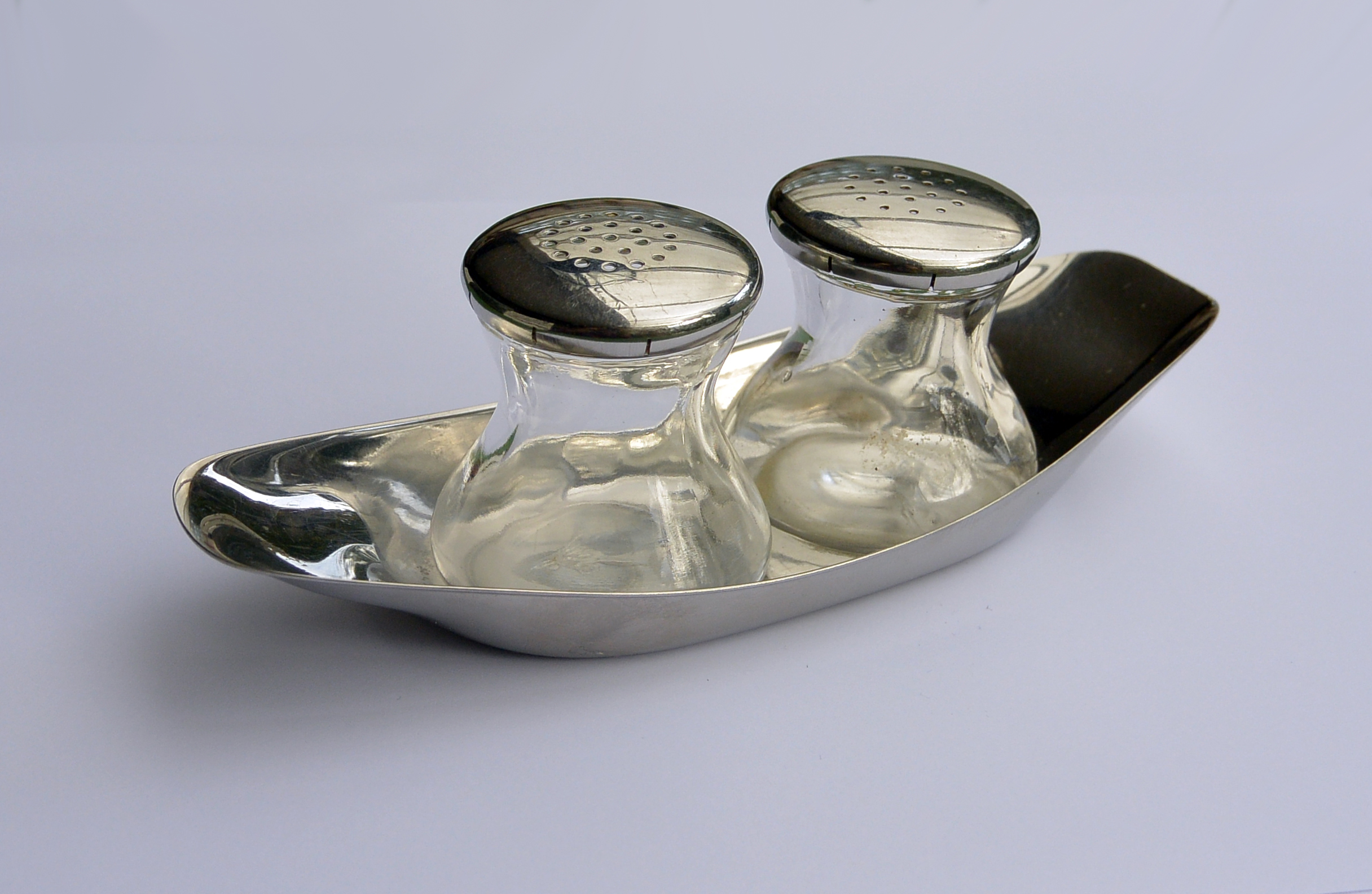
Salz- und Pfefferstreuer „Max & Moritz“ von Wilhelm Wagenfeld (2015)

Max und Moritz ist ein aus drei Teilen bestehendes Set von Salz- und Pfefferstreuer sowie einer Schale gestaltet von Wilhelm Wagenfeld. Das Set wird seit 1953 durchgängig von dem Unternehmen WMF hergestellt und verkauft.

## Hintergrund
Nach Studium, Kriegsteilnahme und kurzer Lehrtätigkeit an der Hochschule für Bildende Künste in Berlin arbeitete der Bauhaus-Schüler Wilhelm Wagenfeld in Stuttgart als freier Designer unter anderem für WMF, Rosenthal, Braun und Fürstenberg. Bereits vorher bekannt dafür die Formbildung den Bedürfnissen und der Zweckmäßigkeit (Form follows function) anzupassen, entwarf er vor allem Haushaltsgegenstände. In diesem Zuge entstand 1952 Max und Moritz, die ab 1953 von WMF in Serie produziert werden und rasch zu einem der beliebtesten Produkte im Nachkriegsdeutschland der 1950er und 1960er Jahre zählten. Gelegentlich werden sie auch als „WMF-Zwillinge“ bezeichnet.

## Design

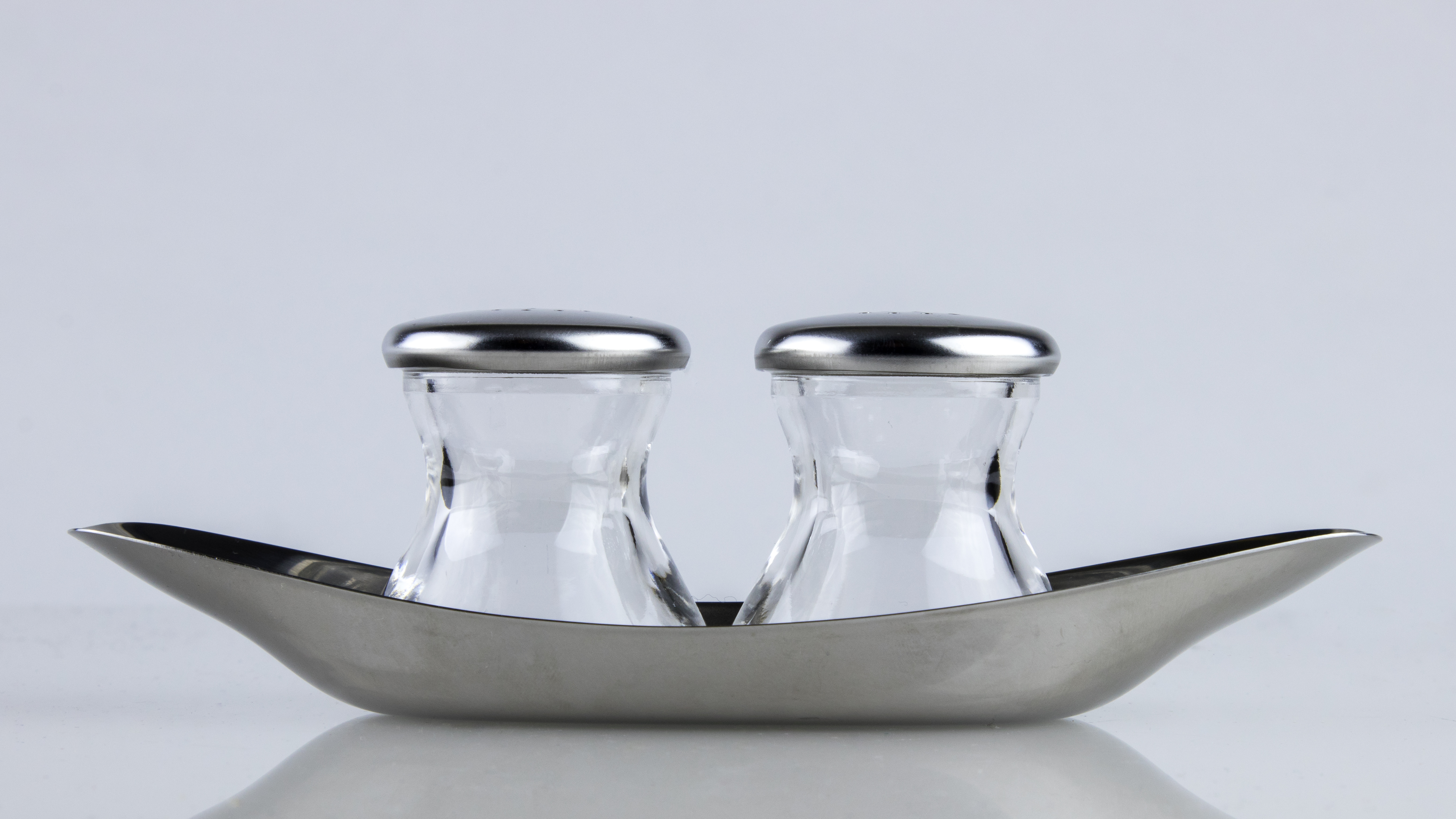
Profil des Sets (2017)

Es handelt sich um zwei Gewürzstreuer bestehend aus Glas und Edelstahl, die in einer Schale stehen. Die Form ist einfach und klar. Der Körper ist komplett in Glas gehalten, so dass man die Füllmenge jederzeit erkennen kann. Die Glasbehälter sind mit einer Taille versehen, die für Grifffestigkeit sorgt. Der Glaskörper verengt sich zum Kopf hin und verbreitert sich dann wieder zum Deckel, so dass ein Hals entsteht. Diese ästhetische Formgebung erfüllt auch einen funktionalen Zweck. Während der Benutzung wird  das Gewürz aufgelockert und ein Verklumpen wird verhindert. Der Deckel aus Edelstahl ist mit einem Schnappverschluss statt eines Schraubverschlusses versehen und hält nur durch die Spannung des Metalls. Die Lochung im Deckel soll ein gleichmäßiges Streuen der Gewürze ermöglichen. Im Gegensatz zu vielen anderen Zwillings-Streuern sind die beiden Streuer weitestgehend identisch, so dass eine Unterscheidung der Gewürze auf den ersten Blick nur über die Farbgebung möglich ist. Beim genauen Blick auf die Verschlüsse fällt auf, dass die Löcher unterschiedlich dimensioniert sind. Die Schale ist in Form eines Schiffchens gehalten.
Unter ökologischen Gesichtspunkten wurden zum einen lediglich zwei Basiskomponenten verwendet, nämlich Glas und Cromargan, als rostfreier, säureresistenter Edelstahl mit 18 % Chrom und 10 % Nickel. Chrom macht das Material rostfrei, Nickel macht es säurefest und verleiht ihm Glanz. Dafür wurde komplett auf Verbundmaterialien verzichtet. Auch wurde auf einen aufwendiger produzierten Schraubverschluss verzichtet. Demnach sind gemäß „Lexikon Nachhaltiges Wirtschaften“ folgende Merkmale ökologischen Designs bereits vorweggenommen, noch bevor diese offiziell als solche präsentiert wurden: „langlebig, reparaturfähig, Verzicht auf Verbundwerkstoffe und Kunststoffe, vollständig recycelbar, moderne, aber nicht modische Form, zeitbeständiges Design und (…) hohe Funktionalität.“ Das neue und damals noch nicht übliche Material für den Deckel löste zudem die Probleme der Grünspanbildung, die in bis dato üblichen Streuern häufiger vorkam.
Benannt wurde der Haushaltsgegenstand nach den beiden Figuren Max und Moritz von Wilhelm Busch.

## Kennzeichnung

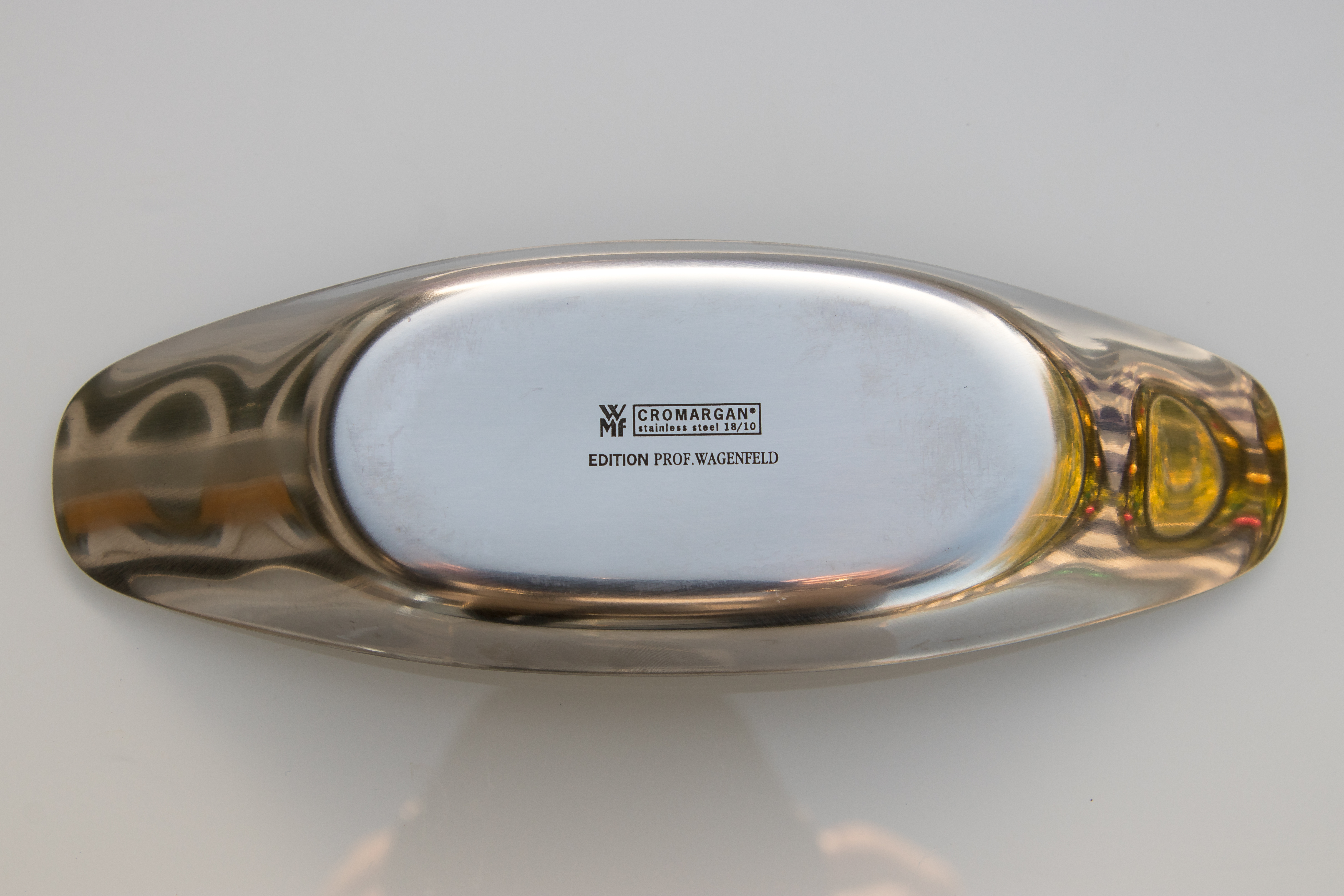
Unterseite der Schale (2017)

Auf der Unterseite der Schale war zu Anfang der Schriftzug „WMF / CROMARGAN / GERMANY“ eingeprägt. Inzwischen wird auf der Unterseite das WMF-Logo und jeweils eine Angabe zum verwendeten Material und zu Edition aufgedruckt.

## Abmaße
Das Streuerset, welches in Serie vertrieben wird, weicht in seinen Maßen von dem Entwurf von Wilhelm Wagenfeld ab. Die Ausführung wurde aber von Wagenfeld legitimiert.
Die Abmaße vom Set sind 5 cm in der Höhe, 16,8 cm in der Breite und 6 cm in der Tiefe. Dabei haben die Streuer 4,5 cm in der Höhe und 4,6 cm im Durchmesser.